# Wilhelm Croneborg (militär)
Ulrik Edmund Wilhelm Croneborg, född den 21 maj 1861 i Älvsbacka socken, Värmlands län, död den 30 september 1954 i Stockholm, var en svensk militär. Han var son till Wilhelm Croneborg.
Croneborg blev underlöjtnant vid Livregementets husarkår 1881 och löjtnant där 1891. Han befordrades till ryttmästare i armén 1901 och vid regementet 1902. Croneborg blev major vid Skånska dragonregementet 1908 och överstelöjtnant där 1913. Han var överste och regementschef 1914–1921. Croneborg invaldes som ledamot av Krigsvetenskapsakademien 1915. Han blev riddare av Svärdsorden 1902, kommendör av andra klassen av samma orden 1918 och kommendör av första klassen 1921.